# Вогненні стовпи
«Вогненні стовпи» — історичний роман-тетралогія українського письменника Романа Іваничука, опублікований 2006 року львівським видавництвом «Літопис», 2011 та 2019 року видавництвом «Фоліо» (Харків). Публікація 2019 року відбулася в рамках серії «Історія України в романах».
Роман відомого письменника — спроба правдиво розповісти читачеві про одну з найскладніших і найсуперечливіших сторінок минулого країни.
Це перший в Україні художній твір про історію Української повстанської армії. Історію боротьби і трагедії народу, відданості рідній землі і зради, честі і безчестя, історію, яка є такою, якою вона є…

## Сюжет
У романі розповідається про сім'ю Шинкарука, про участь його дітей у визвольних змаганнях України. Події розгортаються на території Карпатських гір. Разом із вигаданими персонажами фігурують реальні історичні постаті.

## Головні герої
- Мирон Шинкарук — письменник, молодший син Івана Шинкарука. Навчався в Колимийській гімназії, потім у Львівському університеті. Написав книжку «Кривавий тан» через яку попав у залежність до НКВД. Брав участь у розкопках закатованих людей у Яблуневі.
- Богдан Шинкарук — воїн СС «Галичина», потім УПА, старший син Івана Шинкарука. Брав участь у битві під Бродами. Зловлений НКВД через зраду побратима. Засуджений до 25 років. Засланий в Сибір.
- Юлія Шинкарук — вчителька, дочка Івана Шинкарука «кучерява чорноволоса красуня». Брала участь у діяльності УПА. Кохана і цивільна дружина Івана Захарчук-Буркута.
- Іван Захарчук-Буркут — воїн УПА, коханий Юлії Шинкарук.
- Йосафат Юлинин — математик, друг Мирона Шинкарука, закоханий у Наталку Слобідську, виїхав з села Боднарівки до вивозу усіх жителів у Сибір.

## Розділи книги
- Книга перша — ПЕРЕДЛУННЯ. Прелюд
- Книга друга — РЕВ ОЛЕНІВ НАРОЗВИДНІ. Леґенда
- Книга третя — ВОГНЕННІ СТОВПИ. Притча
- Книга четверта — КОСМАЦЬКИЙ ҐЕРДАН. Реквієм